# Igor González de Galdeano
Igor González de Galdeano Aranzabal (* 1. November 1973 in Vitoria) ist ein ehemaliger spanischer Radrennfahrer und späterer Teammanager.

## Karriere
Igor González de Galdeano war vor allem für seine Qualitäten als Zeitfahrer bekannt, welche er immer wieder unter Beweis stellte. So erreichte er zahlreiche vordere Platzierungen bei den Einzelzeitfahren der Tour de France, der Vuelta a España, kleinerer Rundfahrten und der Straßen-Weltmeisterschaften.
Igor González de Galdeano begann seine internationale Karriere 1995 bei der baskischen Mannschaft Euskaltel-Euskadi, bei der er zusammen mit seinem Älteren Bruder Álvaro González de Galdeano bis 1998 blieb. In dieser Zeit konnte eine Etappe des GP Sport Noticias und damit sein erstes internationales Rennen gewinnen.
Im Jahr 1999 gewann er für das Team Vitalicio Seguros-Grupo Generali eine Etappe von Tirreno–Adriatico und den Prolog sowie eine Etappe der Vuelta a España, bei der er der Gesamtwertung Zweiter wurde.
2000 wurde Galdeano wegen des Dopings mit Nandrolon nach dem Gran Premio de Llodio für sechs Monate gesperrt. 2002 folgte eine neuerliche Dopingsperre von sechs Monaten.
In den Jahren 2001 bis 2003 fuhr er für O.N.C.E.-Eroski. 2001 erreichte er den fünften Rang in der Gesamtwertung der Tour de France und gewann eine Etappe der Vuelta a España. Im folgenden Jahr gewann er die Deutschland Tour und wurde Spanischer Meister im Zeitfahren. Wie im Vorjahr wurde er Fünfter der Tour de France und gewann mit seinem Team das Mannschaftszeitfahren zum Auftakt der Vuelta a España. Bei der Straßen-Weltmeisterschaft erreichte er im Einzelzeitfahren den dritten Platz. 2003 gewann er mit seinem Team erneut das Mannschaftszeitfahren der Vuelta a España und wurde in der Gesamtwertung Vierter.
In seinen letzten beiden Profijahren fuhr er für Liberty Seguros. Er konnte nicht an die Erfolge der Vergangenheit anknüpfen und beendete schließlich mit nur 32 Jahren seine Karriere.
Nach seiner Karriere als Aktiver wurde González de Galdeano von 2006 bis 2011 und dann wieder im letzten Jahr des Bestehens der Mannschaft Teammanager bei Euskatel-Euskadi.

## Erfolge
| 1996 - eine Etappe GP Sport Noticias 1997 - Mannschaftszeitfahren Vuelta a La Rioja - eine Etappe Vuelta a los Valles Mineros 1998 - Clásica de Sabiñánigo - eine Etappe Galicien-Rundfahrt 1999 - eine Etappe Tirreno–Adriatico - Prolog und eine Etappe Vuelta a España | 2001 - Gesamtwertung und eine Etappe GP Mosqueteiros-Rota do Marquês - eine Etappe Vuelta a Asturias - Mannschaftszeitfahren Katalonien-Rundfahrt - eine Etappe Vuelta a España 2002 - eine Etappe Grand Prix Midi Libre - Gesamtwertung Deutschland Tour - Spanischer Meister im Zeitfahren - Mannschaftszeitfahren Vuelta a España - UCI-Straßen-Weltmeisterschaften 2002 – Einzelzeitfahren 2003 - Mannschaftszeitfahren Vuelta a España |

## Grand-Tour-Platzierungen
| Grand Tour            | 1997 | 1998 | 1999 | 2000 | 2001 | 2002 | 2003 | 2004 | 2005 |
| --------------------- | ---- | ---- | ---- | ---- | ---- | ---- | ---- | ---- | ---- |
| Giro d’ItaliaGiro     | –    | –    | –    | –    | –    | –    | –    | –    | –    |
| Tour de FranceTour    | –    | –    | –    | –    | 5    | 5    | –    | 44   | DNF  |
| Vuelta a EspañaVuelta | 42   | DNF  | 2    | DNF  | DNF  | DNF  | 4    | 96   | 90   |